# آرتور لوینسون
آرتور دی. لوینسون (به انگلیسی: Arthur D. Levinson) (زادهٔ ۳۱ مارس ۱۹۵۰ در سیاتل، واشینگتن، واشنگتن در ایالات متحده) رئیس هیئت مدیرهٔ شرکت اپل و مدیر عامل اجرایی و رئیس هیئت مدیره سابق  Genentech می‌باشد. وی همچنین عضو سابق  هیئت مدیرهٔ و گوگل می‌باشد. 

## تحصیلات آکادمیک
وی مدرک لیسانس خود را در سال ۱۹۷۲ از دانشگاه واشنگتن در سیاتل و مدرک دکترای بیوشیمی را در سال ۱۹۷۷ از دانشگاه پرینستون دریافت کرد.

## زندگی شخصی
وی فرزند سول و مالوینا لوینسن است.لوینسون در ۱۷ دسامبر ۱۹۸۷ با ریتا می‌لیف ازدواج کرد که حاصل این ازدواج دو فرزند بود.